# Juda (pleme)
Juda (heb. יְהוּדָה Jehuda, eng. Judah)  jedno je od izraelskih plemena, koje je osnovao Jakovljev sin Juda.  Skupa s plemenom Benjamin, i već asimiliranim plemenom Šimun, osnovali su Kraljevstvo Juda koje se je nastalo podjelom Kraljevstva Izrael. Nakon pada sjevernog kraljevstva, sva izraelska plemena osim plemena Benjamin i Juda odvedena su u ropstvo, pa je tako nastao pojam deset izgubljenih plemena. Kraljevstvo Juda još se uspjelo održati, te je tako na kraju naziv Juda, jer je pleme Benjamin bilo manji partner, postao sinonim za Izraelce i Hebrejsku naciju, i po tom plemenu nastalo je ime Židovi (eng. Jews, njem. Jude). Tome je pridonijela i obnova, nakon povratka iz babilonskog ropstva, do koje je došlo najvećim dijelom na području Jude, te se i ta perzijska, pa helenistička pokrajina i zvala Jahud, a onda i Judeja. Simbol plemena Juda je lav. Mnogi slavni Židovi potekli su iz plemena Juda, a jedan od njih je bio Isus Krist.

## Porijeklo
U Bibliji se može naći mnogo manje podataka o Judinu zauzimanju teritorija, no što je to slučaj sa sjevernim plemenima. Stoga se općenito misli da na tom području nije bilo većih sukoba, što dokazuju i bolji odnosi što ih je pleme Juda imalo s okolnom, nežidovskom populacijom, točnije s Kanaancima. Čini se također da je došlo do stapanja s nežidovskim klanovima, poput Kenanovaca i Kalebovaca.
Dugo su znanstvenici, na temelju biblijskih tekstova i tradicija na kojima se oni temelje, dvojili o smjeru iz kojega je ovo pleme stiglo u svoj kraj. Jedna je teorija bila da je pleme došlo sa sjevera, što bi pretpostavljalo zajedničku tradiciju sa sjevernim plemenima. Jedan od argumenata za takvu tezu jest i vjerojatnost da je jedan među vodećim klanovima Jude - Efrat - stigao na područje Jude iz Efrate na sjeveru. S druge strane, isto su područje, prema njihovim vlastitim predajama, s juga naseljavali Šimun i Kalebovci. Stoga su neki znanstvenici bili mišljenja da je i Juda naselio to područje s juga, dakle odvojeno od pokreta sjevernih plemena.
Arheloška istraživanja pokazuju da je u vrijeme željeznog doba I materijalna kultura područja Jude obilježena oznakama sjevernijih krajeva, gdje je i naseljenost toga doba bila mnogo gušća. Čini se da je, na temelju tih nalaza, do podjele i samostalnog razvoja kulture na jugu počelo dolaziti tek u to doba, što bi se moglo objasniti naknadnom izolacijom i nežidovskom populacijom koja je dijelila sjever od juga.

## Teritorij
Srce teritorija Jude bio je planinski predio između Betlehema i Hebrona. Na sjeveru je graničio s plemenom Benjamin, no na istom su se području naselili i vjerojatno kanaanski Jebusejci. Na istoku je Juda zalazio u područje pustinje Negev, gdje su živjele skupine povezane s Judom. Nije gotovo ništa poznato dokle se teritorij plemena širio prema zapadu. Uz sredozemnu obalu živjeli su Filistejci koji su se u 11. st. pr. Kr. počeli širiti prema istoku i jugoistoku, a čini se da se Juda u isto vrijeme širi prema sjeverozapadu. Dok za ostala plemena Biblijski tekstovi donose više ili manje precizne opise granica, za Judu to nije slučaj (osim kasnih opisa iz razdoblja kraljevstva), nego se samo donose glavna naselja.

## Odnosi s okolnim skupinama
Jedna od bitnih osobina plemena Juda njegovi su savezi s okolnim skupinama. Od najranijeg je doba surađivao sa Šimunom. U biblijskim su popisima Šimunova naselja pripisana i Judi i sva se nalaze unutar granica koje će kasnije biti opisane kao granice Jude. Uz već spomenute klanove Kalebovaca i Kenanovaca, s Judom su se stapali i drugi, možda čak i pleme Levi, koje će u kasnijim tradicijama biti opisano kao svećeničko pleme raspršeno po ostalim plemenima.
Ima znanstvenika koji pretpostavljaju da je određeni plemenski savez već postojao oko Hebrona, kao trgovačkog središta, prije dolaska Jude i Šimuna, te da su im se ovi naknadno pridružili. Jasno je da savez nije sklopio kralj David, kako bi se to moglo činiti iz biblijskog izvještaja, nego je postojao prije njega. Moguće je da je kohezivnu ulogu odigrao Hebron, kao središte kulta i trgovine, a moguće je i da je opasnost od Amalečana i kasnije Filistejaca potakla sve ove skupine na ujedinjavanje.